# Sant'Andrea Frius
Sant'Andrea Frius (en sard, Santu Andria Frius) és un municipi italià, dins de la província de Sardenya del Sud. L'any 2007 tenia 1.892 habitants. Es troba a la regió de Trexenta. Limita amb els municipis de Barrali, Dolianova, Donori, Ortacesus, San Basilio, San Nicolò Gerrei, Senorbì i Serdiana.

## Administració
| Període | Identitat       | Partit        |
| ------- | --------------- | ------------- |
| 2006-   | Giuseppe Cappai | Llista cívica |